# Cá ngựa vằn
Cá ngựa vằn hay cá sọc ngựa (tên khoa học: Danio rerio) là một loài cá nước ngọt thuộc họ Cá chép, bộ Cá chép. Có nguồn gốc từ Nam Á, nó là một loài cá cảnh phổ biến, thường được bán dưới tên thương mại là cá ngựa vằn danio (và do đó thường được gọi là "cá nhiệt đới" mặc dù nó là cả cá nhiệt đới và cá cận nhiệt đới).
Cá ngựa vằn là một sinh vật mô hình động vật có xương sống quan trọng và được sử dụng rộng rãi trong nghiên cứu khoa học, ví dụ như trong phát triển thuốc, đặc biệt là phát triển tiền lâm sàng. Nó cũng đáng chú ý vì khả năng tái tạo của nó, và đã được các nhà nghiên cứu biến đổi để tạo ra nhiều chủng chuyển gen.

## Phân loại
Cá ngựa vằn là một thành viên có nguồn gốc từ chi Brachydanio, thuộc họ Cá chép. Nó có mối quan hệ chị em cùng nhóm với Danio aesculapii. Cá ngựa vằn cũng có họ hàng gần với chi Devario, được chứng minh qua cây phát sinh chủng loại của các loài gần gũi. Cá ngựa vằn thường được gọi là "Danio rerio", nhưng các nghiên cứu phân tử gần đây đã gợi ý rằng nó nên thuộc chi Brachydanio, là "Brachydanio rerio"

### Phạm vi
Cá ngựa vằn có nguồn gốc từ môi trường sống nước ngọt ở Nam Á, nơi chúng được tìm thấy ở Ấn Độ, Pakistan, Bangladesh, Nepal và Bhutan. Giới hạn phía bắc là ở Nam Himalaya, trải dài từ lưu vực sông Sutlej ở khu vực biên giới Pakistan - Ấn Độ đến bang Arunachal Pradesh ở đông bắc Ấn Độ. Phạm vi của nó tập trung ở lưu vực sông Hằng và sông Brahmaputra, và loài này lần đầu tiên được mô tả từ sông Kosi (hạ lưu sông Hằng) của Ấn Độ. Phạm vi của nó xa hơn về phía nam mang tính địa phương hơn, với các ghi chép rải rác từ các khu vực Ghat Tây và Ghat Đông. Nó thường được cho là sinh sống ở Myanmar (Miến Điện), nhưng điều này hoàn toàn dựa trên các ghi chép trước năm 1930 và có khả năng chỉ những loài họ hàng gần được mô tả sau này, đáng chú ý là Danio kyathit. Tương tự như vậy, các hồ sơ cũ từ Sri Lanka rất đáng nghi ngờ và vẫn chưa được xác nhận.
Cá ngựa vằn đã được du nhập vào California, Connecticut, Florida và New Mexico ở Hoa Kỳ, có lẽ là do những người chơi thủy sinh cố tình thả hoặc do trốn thoát khỏi các trại cá. Quần thể New Mexico đã bị tiêu diệt vào năm 2003 và không rõ những quần thể khác có sống sót hay không, vì những ghi chép cuối cùng được công bố là cách đây nhiều thập kỷ. Ở những nơi khác, loài này đã được du nhập vào Colombia và Malaysia.

### Môi trường sống
Cá ngựa vằn thường sống ở vùng nước chảy mức độ vừa phải đến nước trong và đọng ở độ sâu khá nông trong suối, kênh, mương, hồ Oxbow, ao và ruộng lúa. Thường có một số thảm thực vật, ngập nước hoặc nhô ra khỏi bờ, và đáy là cát, bùn hoặc phù sa, thường lẫn với cuội hoặc sỏi. Trong các cuộc khảo sát về các địa điểm nuôi cá ngựa vằn trên khắp phần lớn phân bố ở Bangladesh và Ấn Độ, nước có độ pH gần như trung tính đến hơi cơ bản, và chủ yếu dao động trong nhiệt độ khoảng 16,5–34 °C. Một địa điểm sinh sống lạnh bất thường chỉ có nhiệt độ là 12,3 °C và một địa điểm ấm bất thường khác là 38,6 °C, nhưng chúng vẫn trong khỏe mạnh. Nhiệt độ lạnh bất thường là tại một trong những địa điểm có cá ngựa vằn cao nhất được biết đến ở 1.576 m trên mực nước biển, mặc dù loài này đã được ghi nhận đến 1.795 m.

## Mô tả
Cá ngựa vằn được đặt tên do có năm sọc ngang, có sắc tố, màu xanh lam ở bên thân, gợi nhớ đến các sọc của ngựa vằn, và kéo dài đến hết vây đuôi. Hình dạng của nó có dạng hình trục chính và bị nén về phía bên, với miệng hướng lên trên. Con đực có hình ngư lôi, giữa các sọc xanh có sọc vàng; con cái có bụng lớn hơn, màu trắng và có sọc bạc thay vì vàng. Con cái trưởng thành có một nhú sinh dục nhỏ ở phía trước gốc vây hậu môn. Cá ngựa vằn có thể dài tới 4–5 cm, mặc dù chúng thường dài 1,8–3,7 cm trong tự nhiên với một số biến thể tùy thuộc vào vị trí. Tuổi thọ của nó trong điều kiện nuôi nhốt là khoảng hai đến ba năm, mặc dù trong điều kiện lý tưởng, thời gian này có thể kéo dài đến hơn năm năm. Trong tự nhiên, nó thường là một loài hàng năm.

## Tâm lý học
Vào năm 2015, một nghiên cứu đã được công bố về khả năng ghi nhớ từng đoạn của cá ngựa vằn. Các cá nhân cho thấy khả năng ghi nhớ ngữ cảnh đối với các đối tượng, địa điểm và dịp (cái gì, khi nào, ở đâu). Bộ nhớ theo giai đoạn là khả năng của hệ thống bộ nhớ rõ ràng, thường được liên kết với kinh nghiệm có ý thức.

## Sinh sản

Các giai đoạn phát triển của cá ngựa vằn. Ảnh để chia tỷ lệ ngoại trừ ảnh con trưởng thành, dài khoảng 2,5 cm.

Thời gian sinh thực của Danio rerio xấp xỉ là ba tháng. Một con đực phải có mặt để sự rụng trứng và sinh sản xảy ra. Con cái có thể đẻ trứng trong khoảng thời gian từ hai đến ba ngày, đẻ hàng trăm trứng trong mỗi lứa. Sau khi giải phóng, sự phát triển của phôi thai bắt đầu; không có tinh trùng, sự phát triển ngừng lại sau một vài lần phân chia tế bào đầu tiên. Trứng được thụ tinh gần như ngay lập tức trở nên trong suốt, một đặc điểm khiến D. rerio trở thành loài mô hình nghiên cứu thuận tiện.
Phôi cá ngựa vằn phát triển nhanh chóng, với tiền thân là tất cả các cơ quan chính xuất hiện trong vòng 36 giờ sau khi thụ tinh. Phôi bắt đầu ở dạng noãn hoàng với một tế bào khổng lồ duy nhất ở trên cùng (xem hình, ô 0 h), chia thành hai (ô 0,75 h) và tiếp tục phân chia cho đến khi có hàng nghìn tế bào nhỏ (ô 3,25 h). Sau đó, các tế bào di chuyển xuống các mặt của lòng đỏ (ô 8 h) và bắt đầu hình thành đầu và đuôi (ô 16 h). Sau đó, đuôi phát triển và tách khỏi cơ thể (ô 24 h). Lòng đỏ co lại theo thời gian vì cá sử dụng nó làm thức ăn khi nó trưởng thành trong vài ngày đầu (ô 72 h). Sau một vài tháng, cá trưởng thành về mặt sinh sản (ô đáy).
Để khuyến khích cá đẻ trứng, một số nhà nghiên cứu sử dụng một bể cá có miếng chèn đáy trượt, làm giảm độ sâu của bể để mô phỏng bờ sông. Cá ngựa vằn đẻ trứng tốt nhất vào buổi sáng do nhịp điệu Circadian của chúng. Các nhà nghiên cứu đã có thể thu thập 10.000 phôi trong 10 phút bằng phương pháp này. Đặc biệt, một cặp cá trưởng thành có khả năng đẻ 200–300 quả trứng trong một buổi sáng với 5-10 quả một lần. Ngoài ra, cá ngựa vằn đực còn được biết đến là phản ứng với các dấu hiệu rõ ràng hơn trên con cái, tức là "sọc tốt", nhưng trong một nhóm, con đực sẽ giao phối với bất kỳ con cái nào chúng có thể tìm thấy. Điều gì thu hút con cái hiện vẫn chưa được hiểu rõ. Sự hiện diện của thực vật, thậm chí cả cây nhựa, rõ ràng cũng khuyến khích sinh sản.
Tiếp xúc với nồng độ diisononyl phthalate (DINP) có liên quan đến môi trường, thường được sử dụng trong nhiều loại đồ nhựa, phá vỡ hệ thống endocannabinoid và do đó ảnh hưởng đến sinh sản theo một cách cụ thể về giới tính.

## Chế độ ăn
Cá ngựa vằn là loài ăn tạp, chủ yếu ăn động vật phù du, thực vật phù du, côn trùng và ấu trùng của côn trùng, mặc dù chúng có thể ăn nhiều loại thức ăn khác, chẳng hạn như giun và động vật giáp xác nhỏ, nếu nguồn thức ăn ưa thích của chúng không có sẵn.
Trong nghiên cứu, cá ngựa vằn trưởng thành thường được cho ăn tôm nước muối, hoặc trùng đế giày.

## Trong bể nuôi cá
Cá ngựa vằn là loài cá cứng cáp và được coi là tốt cho những người mới chơi cá cảnh. Sự phổ biến lâu dài của chúng có thể là do tính cách vui tươi của chúng, cũng như khả năng sinh sản nhanh, tính thẩm mỹ, giá rẻ và khả năng cung cấp rộng rãi. Chúng cũng hoạt động tốt trong các nhóm hoặc đàn từ sáu con trở lên, và tương tác tốt với các loài cá khác trong bể cá. Tuy nhiên, chúng dễ mắc bệnh Oodinium hoặc bệnh nhung, microsporidia (Pseudoloma neurophilia), và các loài Mycobacterium. Khi có cơ hội, con trưởng thành ăn cá con, nhưng chúng có thể được bảo vệ bằng cách ngăn cách hai nhóm bằng lưới, hộp sinh sản hoặc bể riêng. Trong điều kiện nuôi nhốt, cá ngựa vằn sống khoảng bốn mươi hai tháng. Một số con cá ngựa vằn nuôi nhốt có thể phát triển xương sống bị cong.
Cá ngựa vằn danio cũng được sử dụng để làm cá biến đổi gen và là loài đầu tiên được bán với tên gọi là GloFish (cá huỳnh quang).

## Chủng loại
Vào cuối năm 2003, cá ngựa vằn chuyển gen biểu hiện các protein huỳnh quang màu xanh lục, đỏ vàng đã được bán trên thị trường ở Hoa Kỳ. Các chủng huỳnh quang được đặt tên thương mại là GloFish; các giống được nuôi khác bao gồm "vàng", "cát", "vây dài" và "da báo".
Danio da báo, trước đây được gọi là Danio frankei, là một biến thái màu đốm của cá ngựa vằn phát sinh do đột biến sắc tố. Các hình dạng hoàng tạng của cả mẫu hoa văn ngựa vằn và da báo, cùng với các phân loài có vây dài, đã thu được thông qua các chương trình nhân giống chọn lọc để buôn bán cá cảnh.
Các dòng cá ngựa vằn biến đổi gen và đột biến khác nhau đã được lưu trữ tại Trung tâm Tài nguyên Cá ngựa vằn Trung Quốc (CZRC), một tổ chức phi lợi nhuận, được hỗ trợ bởi Bộ Khoa học và Công nghệ Trung Quốc và Viện Khoa học Trung Quốc.

### Chủng loại hoang dã
Mạng thông tin cá ngựa vằn (ZFIN) cung cấp thông tin cập nhật về các chủng D. rerio dạng hoang dã (WT) đã biết hiện nay, một số được liệt kê dưới đây.
- AB (AB)
- AB/C32 (AB/C32)
- AB/TL (AB/TL)
- AB/Tuebingen (AB/TU)
- C32 (C32)
- Cologne (KOLN)
- Darjeeling (DAR)
- Ekkwill (EKW)
- HK/AB (HK/AB)
- HK/Sing (HK/SING)
- Hồng Kông (HK)
- Ấn Độ (IND)
- Indonesia (INDO)
- Nadia (NA)
- RIKEN WT (RW)
- Singapore (SING)
- SJA (SJA)
- SJD (SJD)
- SJD/C32 (SJD/C32)
- Tuebingen (TU)
- Tupfel long fin (TL)
- Tupfel long fin nacre (TLN)
- WIK (WIK)
- WIK/AB (WIK/AB)

### Con lai
Con lai giữa các loài Danio khác nhau có thể có khả năng sinh sản: ví dụ, giữa D. rerio và D. nigrofasciatus.

## Hình ảnh

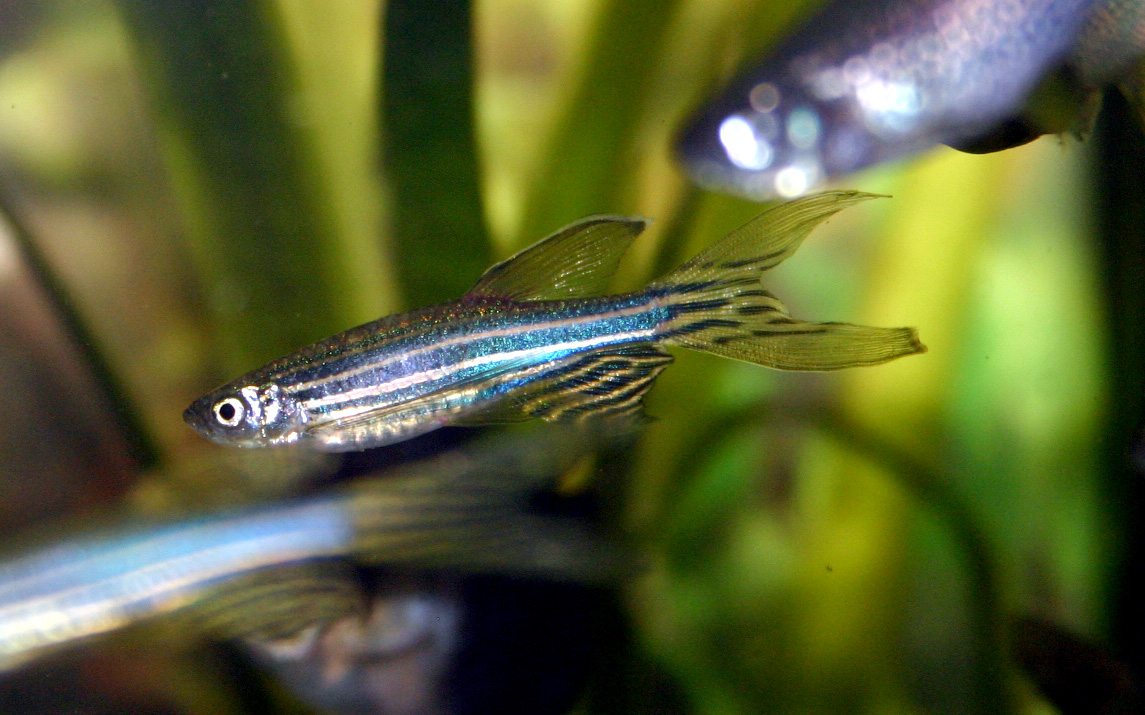
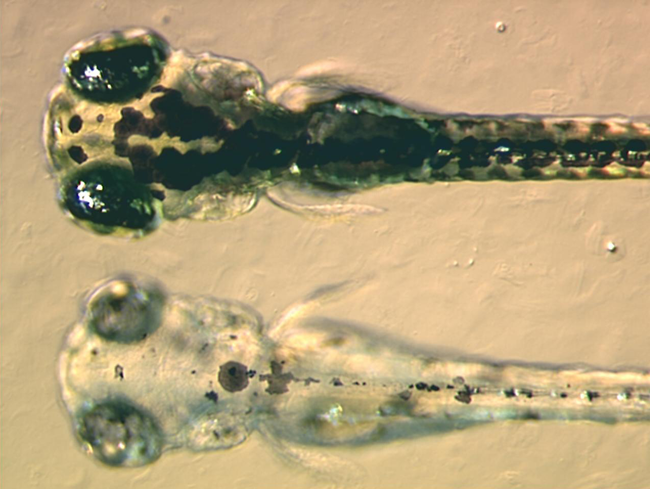
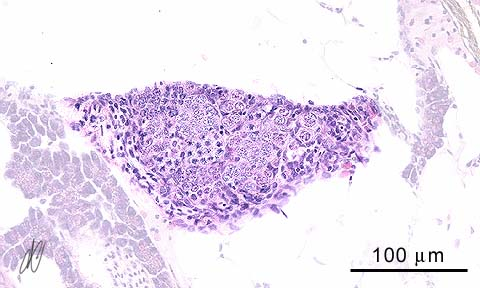
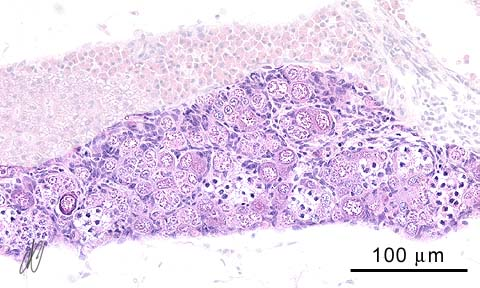